# ジョン・ブルミン
ジョン・ブルミン（Jon Bluming、男性、1933年2月6日 - 2018年12月17日）は、オランダ出身の柔道家・空手家・格闘家で、極真武道会の会長である。本名:Johannes Cornelius Bluming。身長191cm、体重110kg。多くの弟子、門下出身者を輩出した。オランダ格闘技界の祖・ヨーロッパ格闘技の第一人者と評され、一時期オランダ国王のボディガードを務めていたこともある。

## 来歴
1950年（昭和25年）、朝鮮戦争に韓国を支援する国連軍に従軍して負傷し、治療のために来日。1953年（昭和26年）3月、柔道の存在を知り、体の小さな日本人選手に投げられたことに衝撃を受け、帰国後、柔道を学び始める。1年で初段、2年で弐段を取得し、1957年にヨーロッパ柔道選手権で優勝。「アントン・ヘーシンクより強い」とも言われたが、当時のオランダでは柔道の組織が統一されておらず、弱小団体所属という政治的な理由により国際大会へは出場できなかった。
1959年（昭和34年）に講道館で柔道を修行するため、再来日をした。その後、他の武道に興味を抱き、居合道、空手道も学び始めた。空手は講道館の近くにある道場に入門したが、型を重視した指導だったので、ブルミンがイメージしていたものとは違っていたため、そこを辞めた。暫く柔道に熱中していたが、どうしても他の武道をやりたくてウエイトトレーニングの先生に「マス・オーヤマ（大山倍達）の空手は実戦だよ」と教えてもらい、大山道場（後の極真会館）に行ったが「あまりにもオンボロだったのでびっくりした。しかし、格闘技である本物の空手が大山道場にはあった」ので、入門した。
大山道場では、大山倍達をはじめ、師範代の石橋雅史・安田英治・黒崎健時の指導を3年間受け、修行をした。ブルミンは月曜日〜金曜日は午前は講道館・午後は富坂警察署で居合道やウエイトトレーニング・夜に大山道場へ通い、週末に百科事典・聖書の販売や生命保険の勧誘を行い、生活費を稼いでいた。
大山倍達は「極真史上最強の外国人」とブルミンを評したが、石橋は「ブルミンとはよく組手をやった。教える側としては理論でいろんなことを言うけど、頭では納得できても、身体で実証しなければいけない。だから、『ちょっと来い』と言って立ち合う。そうしたら、『足が痛い』だの『拳が痛い』だのブルミンはしょっちゅう逃げ回っていたよ。しまいには、脛に変なものを入れて来るんだよ。下段蹴りをしたらガチャンと音がするので、見てみたら薙刀で使う脛当てをつけていたんだよ（笑）」と語り、大山泰彦も「ブルミンは大柄で柔道やってるから、私が掴んでも投げられてしまう。だから、金的蹴りをよく使ったが、ブルミンは組手の時に『金的蹴りは無しにしよう』とよく言ってきた（笑）」と違った証言をしており、むしろブルミンの弟子のヤン・カレンバッハを最強外国人と評する極真関係者は多い。
1962年（昭和37年）に大山倍達は、ブルミンをオランダ支部長として認可した。ブルミンは帰国して、大山道場オランダ支部を設立し、指導を始めた。
1966年（昭和41年）に黒崎健時をオランダへ招聘し、11か月間、自分の道場で指導をしてもらった。黒崎の指導を受けたカレンバッハ、ルック・ホランダーらは、その影響で1967年（昭和42年）に自費で来日。既に大山道場から極真会館へ刷新されていた本部道場で修行した。
1968年（昭和43年）7月、極真会館ヨーロッパ地区連盟が設立され、オランダのアムステルダムでヨーロッパ支部長会議が開催された。この会議に出席した大山倍達はブルミンの功績を高く評価し、彼を同地区の委員長に任命している。
ブルミンは1970年代後半に極真会館を離脱し、殴打技・蹴り技・投げ技・寝技・関節技・顔面への掌底などを有効技とする「極真武道会」を発足させ、1980年代にはオランダ全土に20以上の支部を持つ組織となった。
1993年5月、オランダで武者修行していた市原海樹に興味を抱き、市原の所属する大道塾と自身の主宰する極真武道会に共通点を見出し、1994年（平成6年）に日本で大道塾創設者東孝と会談。同年の北斗旗に選手を派遣することを決めた。この時、派遣されたのがセミー・シュルトであった。
2018年12月17日に死去。85歳没。

## 主な弟子・門下出身者
- ヤン・カレンバッハ
- ルック・ホランダー
- ウィレム・ルスカ
- ヤン・プラス（オランダ目白ジムを1978年に創立[5]）
- ロブ・カーマン
- レミー・ボンヤスキー
- トム・ハーリック（ドージョー・チャクリキ）
- ブランコ・シカティック
- ピーター・アーツ
- ギルバート・アイブル
- ヨハン・ボス（オランダ目白ジムから独立しヨハン・ボスジム創立）
- アーネスト・ホースト
- クリス・ドールマン
- セミー・シュルト